# Kirche Pokraken

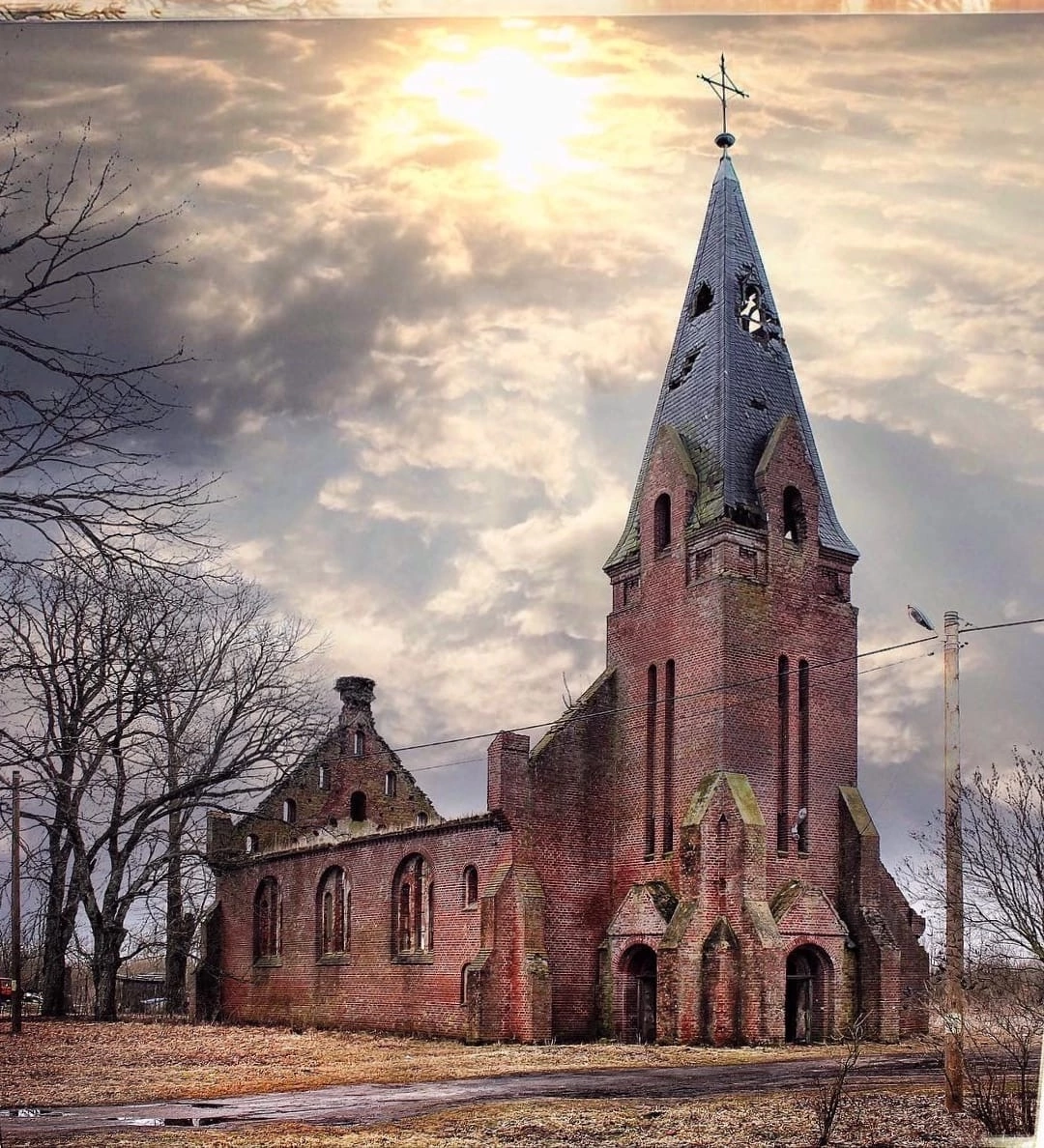
Ruine der Pokrakener Kirche

Die Kirche in Pokraken (der Ort hieß zwischen 1938 und 1946 „Weidenau (Ostpr.)“) war ein in den 1890er Jahren errichtetes Bauwerk und bis 1945 evangelisches Gotteshaus für das Kirchspiel des einst ostpreußischen Ortes, der seit 1946 Leninskoje heißt und in der Oblast Kaliningrad (Gebiet Königsberg (Preußen)) in Russland liegt.

## Geographische Lage
Das heutige Leninskoje liegt acht Kilometer nordwestlich der Kreisstadt Slawsk (Heinrichswalde) am Flüsschen Große Else (russisch: Nemoninka). Der Ort ist über Nebenstraßen von Schtscheglowka ((Groß) Brittanien) bzw. von Oktjabrskoje (Alt Weynothen, 1938 bis 1946 Weinoten) aus erreichbar. Schtscheglowka ist die nächste Bahnstation und liegt an der Bahnstrecke Kaliningrad–Sowetsk (Königsberg–Tilsit).

## Kirchengebäude
Die Kirche in Pokraken wurde in den Jahren 1894 bis 1896 gebaut. Bei ihr handelt es sich um ein Gebäude mit neuromanischen Formen (Rundbogenstil) mit einem spitzen, quadratischen Turm. Im Innern stand der Altar erhöht im Chorraum, rechts von ihm – noch im Gemeindebereich – war die Kanzel angebracht. Die Orgel war ein Werk des Orgelbaumeisters August Terletzki aus Elbing (heute polnisch: Elbląg).
Von der Kirche steht heute nur noch eine Ruine. Vorhanden ist der mit einem Dach versehene Turm sowie die ungeschützten Mauerreste des Kirchenschiffs. Das so erhaltene Bauwerk steht unter Denkmalschutz der russischen Behörden.

## Kirchengemeinde
Eine Kirchengemeinde wurde in Pokraken im Jahre 1891 gegründet. Bis dahin gehörte das Dorf mit den umliegenden Ortschaften zum Kirchspiel der Kirche Neukirch (heute russisch: Timirjasewo). Bereits ab 1890 war hier ein eigener Geistlicher eingesetzt. Im Jahre 1925 zählte die Kirchengemeinde 1800 Gemeindeglieder, die in 19 Ortschaften und Wohnplätzen lebten. Bis 1945 gehörte das zwischen 1938 und 1945 „Kirche Weidenau (Ostpr.)“ genannte Kirchspiel zur Diözese Tilsit im Kirchenkreis Tilsit-Ragnit in der Kirchenprovinz Ostpreußen der Kirche der Altpreußischen Union.
Aufgrund von Flucht und Vertreibung der einheimischen Bevölkerung und der religionsablehnenden Politik der Sowjetunion kam das kirchliche Leben in Pokraken resp. Weidenau zum Erliegen.
Heute hier lebende Kirchenglieder wohnen im Einzugsbereich der in den 1990er Jahren neu entstandenen evangelisch-lutherischen Gemeinde in der Kreisstadt Slawsk (Heinrichswalde). Sie ist zugleich Pfarrgemeinde der gleichnamigen Kirchenregion innerhalb der Propstei Kaliningrad (Königsberg) der Evangelisch-lutherischen Kirche Europäisches Russland.

### Kirchspielorte
Neben dem Pfarrort Pokraken (Weidenau) gehörten bis 1945 zum Kirchspiel:
| Name                                    | Änderungsname 1938 bis 1946 | Russischer Name |  | Name                                     | Änderungsname 1938 bis 1946 | Russischer Name |
| --------------------------------------- | --------------------------- | --------------- |  | ---------------------------------------- | --------------------------- | --------------- |
| Adlig Klubinn ab 1923: Klubinn          | Anmut                       | Karassjowo      |  | Jedwilleiten                             | Neuschleuse                 |                 |
| Adlig Pokraken                          | Adliggrieteinen             | Winogradowka    |  | Motzwethen                               | Motzfelde                   | Ostrownoje      |
| Alt Buttischken                         | Altbuttenhagen              |                 |  | Naudwarrischken, ab 1931: Naudwarischken | Adelshof                    | Tschistopolje   |
| Alt Jägerischken, ab 1930: Jägerischken | Jägershof                   | Pereprawa       |  | Neu Buttischken                          | Neubuttenhagen              |                 |
| An der Kurwe                            |                             |                 |  | Neu Jägerischken                         | Neujägershof                |                 |
| Anmuth                                  | Altanmut                    |                 |  | Neu Weynothen                            | Preußenhof                  | Istok           |
| Campinischken, ab 1928: Schanzenkrug    |                             |                 |  | Palinkuhnen                              | Neulinkuhnen                | Rschewskoje     |
| Grietischken                            | Grieteinen                  | Losnjaki        |  | Urbanteiten                              | Urbanshof                   | Poimy           |
| Jaglien-Wiesen                          | Kanalwiesen                 |                 |  | Uszkurwe, ab 1936: Uschkurwe             | Kurwe                       | Pljoss          |

### Pfarrer
Zwischen 1890 und 1945 amtierten an der Kirche Pokraken als evangelische Pfarrer:
| - Benjamin Karl Redmer, 1890–1905 - Konrad Oloff, 1905–1915 - Johannes Tennigkeit, 1916–1920 - Wilhelm Eugen Wilde, 1920–1922 - Walter Kowalewski, 1922–1925 - Siegfried Küchler, 1925–1927 - (längere Vakanz) - Max Reich, 1937–1944 - Alfred Hermann, bis 1944 |